# Zápas na Letních olympijských hrách 1980 – muži, řecko-římský do 52 kg
Zápas řecko-římský ve váhové kategorii do 52 kg probíhal na Letních olympijských hrách 1980 v Moskvě, v atletické hale CSKA Moskva. O medaile se utkalo celkem 10 zápasníků.

## Turnajové výsledky
Za prohru zápasníci získávají záporné body. 6 bodů vyřazuje zápasníka z dalších bojů. Poté, co zbývají poslední tři borci, utkají se tito ve finálovém kole o medaile.
Legenda
- TF — Lopatkové vítězství
- IN — Vítězství pro soupeřovo zranění
- DQ — Vítězství pro soupeřovu pasivitu
- D1 — Vítězství pro soupeřovu pasivitu, vítěz taktéž napomínán
- D2 — Oba zápasníci diskvalifikováni pro pasivitu
- FF — Kontumační vítězství
- DNA — Soupeř nenastoupil
- TPP — Trestné body celkem
- MPP — Trestné body za zápas

Sankce
- 0 - Lopatkové vítězství, technická převaha, pro pasivitu, zranění soupeře, nenastoupení
- 0,5 - Výhra na body, 8-11 bodů rozdíl
- 1 - Výhra na body, 1-7 bodů rozdíl
- 2 - Výhra pro pasivitu, vítěz taktéž napomínán
- 3 - Prohra na body, 1-7 body rozdíl
- 3,5 - Prohra na body, 8-11 bodů rozdílu
- 4 - Prohra lopatková, technickou převahu, pro pasivitu, zranění, nenastoupení

### Kolo 1
| TPP | MPP |                             | Score     |                            | MPP | TPP |
| --- | --- | --------------------------- | --------- | -------------------------- | --- | --- |
| 4   | 4   | Taisto Halonen (FIN)        | TF / 5:21 | Vachtang Blagidze (URS)    | 0   | 0   |
| 0   | 0   | Mladen Mladenov (BUL)       | TF / 8:28 | Charalambos Cholidis (GRE) | 4   | 4   |
| 4   | 4   | Abdulnasser El-Oulabi (SYR) | DQ / 6:49 | Antonín Jelínek (TCH)      | 0   | 0   |
| 3   | 3   | Stanisław Wróblewski (POL)  | 6 - 7     | Nicu Gângă (ROU)           | 1   | 1   |
| 4   | 4   | Hazim Abdulridha (IRQ)      | DQ / 5:29 | Lajos Rácz (HUN)           | 0   | 0   |

### Kolo 2
| TPP | MPP |                             | Score     |                            | MPP | TPP |
| --- | --- | --------------------------- | --------- | -------------------------- | --- | --- |
| 7   | 3   | Taisto Halonen (FIN)        | 3 - 4     | Mladen Mladenov (BUL)      | 1   | 1   |
| 0   | 0   | Vachtang Blagidze (URS)     | TF / 2:43 | Charalambos Cholidis (GRE) | 4   | 8   |
| 8   | 4   | Abdulnasser El-Oulabi (SYR) | 6 - 19    | Stanisław Wróblewski (POL) | 0   | 3   |
| 0   | 0   | Antonín Jelínek (TCH)       | DQ / 7:30 | Hazim Abdulridha (IRQ)     | 4   | 8   |
| 5   | 4   | Nicu Gângă (ROU)            | D2 / 7:44 | Lajos Rácz (HUN)           | 4   | 4   |

### Kolo 3
| TPP | MPP |                            | Score     |                       | MPP | TPP |
| --- | --- | -------------------------- | --------- | --------------------- | --- | --- |
| 1   | 1   | Vachtang Blagidze (URS)    | 7 - 2     | Mladen Mladenov (BUL) | 3   | 4   |
| 4   | 4   | Antonín Jelínek (TCH)      | DQ / 7:57 | Nicu Gângă (ROU)      | 0   | 5   |
| 7   | 4   | Stanisław Wróblewski (POL) | DQ / 7:30 | Lajos Rácz (HUN)      | 0   | 4   |

### Kolo 4
| TPP | MPP |                         | Score     |                       | MPP | TPP |
| --- | --- | ----------------------- | --------- | --------------------- | --- | --- |
| 1   | 0   | Vachtang Blagidze (URS) | TF / 3:57 | Antonín Jelínek (TCH) | 4   | 8   |
| 5   | 1   | Mladen Mladenov (BUL)   | 5 - 2     | Nicu Gângă (ROU)      | 3   | 8   |
| 4   |     | Lajos Rácz (HUN)        |           | Bye                   |     |     |

### Finále
Výsledky z předchozích kol se započítávají do finále (žlutě zvýrazněno)
| TPP | MPP |                         | Score  |                         | MPP | TPP |
| --- | --- | ----------------------- | ------ | ----------------------- | --- | --- |
|     | 1   | Vachtang Blagidze (URS) | 7 - 2  | Mladen Mladenov (BUL)   | 3   |     |
|     | 4   | Lajos Rácz (HUN)        | 1 - 19 | Vachtang Blagidze (URS) | 0   | 1   |
| 6   | 3   | Mladen Mladenov (BUL)   | 0 - 5  | Lajos Rácz (HUN)        | 1   | 5   |

## Finálové pořadí
1. Vachtang Blagidze (URS)
2. Lajos Rácz (HUN)
3. Mladen Mladenov (BUL)
4. Nicu Gângă (ROU)
5. Antonín Jelínek (TCH)
6. Stanisław Wróblewski (POL)
7. Taisto Halonen (FIN)
8. Abdulnasser El-Oulabi (SYR)